# EBU-Empfehlung R 128
Die Empfehlung R 128 der Europäischen Rundfunkunion (EBU) ist ein technisches Regelwerk, welches die Tonaussteuerung von Hörfunk- und Fernsehprogrammen definiert. Von den öffentlich-rechtlichen und privaten Fernsehsendern in Deutschland wird sie seit dem 31. August 2012 teilweise angewendet, in anderen Ländern wurde sie schon vorher eingeführt.

## Vorgeschichte
Vor 2012 galt im deutschen Rundfunk eine Aussteuerungsgrenze, die sich ausschließlich am Spitzenpegel orientierte. So durfte ein Maximalpegel von +6 dBu, gemessen mit einem Quasi-Spitzenpegelmessgerät, nicht überschritten werden. Da für das menschliche Ohr ein gleicher Pegel nicht ein gleiches Lautheitsempfinden bedeutet (s. gehörrichtige Lautstärke), hat in den ersten 2000er Jahren sowohl die Musik- als auch die Werbeindustrie durch den Einsatz von Kompressoren dafür gesorgt, dass Musikstücke und Werbespots immer lauter wurden, ohne dabei den Spitzenpegel zu überschreiten. In der Fachwelt wird dieses Phänomen „Loudness War“ („Lautheits-Krieg“) genannt. Die dadurch bedingten Unterschiede in der empfundenen Lautheit zwischen Werbung und eigentlichem Programm sind eine häufige Ursache für Beschwerden von Zuhörern an die technisch Verantwortlichen bei den Rundfunksendern. Daher wurde eine Lösung angestrebt, die eine Angleichung der Lautheit unterschiedlicher Programme und Programminhalte ermöglicht.

## EBU-Arbeitsgruppe „P/LOUD“
Im Rahmen einer internationalen Arbeitsgruppe haben Ingenieure und Tonmeister verschiedener Rundfunksender und rundfunktechnischer Institute zunächst Bewertungs- und Messmethoden entwickelt, um es der Industrie zu ermöglichen, ihrerseits entsprechende Messinstrumente zu konstruieren und am Markt anzubieten. Gleichzeitig wurde ein Hinweisdokument erarbeitet, um es den Rundfunksendern und externen Programmproduzenten zu ermöglichen, ihre Tonbearbeitung auf die neue Empfehlung umzustellen. Ein weiteres Hinweisdokument beschäftigt sich mit den Verfahrensweisen im Bereich der eigentlichen Ausstrahlung des fertigen Programmes, also der Signalverteilung.

## Die Empfehlung „R128“
Mit der EBU-Empfehlung „R 128“ werden eigene Maßeinheiten eingeführt, um ein Audiosignal zu charakterisieren:
- LUFS, „Loudness Units relative to Full Scale“, also „Lautheits-Einheiten relativ zu digitalem Vollpegel (0 dBFS)“. Zu LUFS gleichwertig festgelegt ist die Einheit LKFS welche im Standard ITU-R BS.1770 der ITU-R definiert ist.[5]
- LU, „Loudness Units“, der relative Wert von LUFS. 1 LU entspricht 1 dB.
- LRA „Loudness Range“[6], ein statistisch ermittelter Wert, der die Dynamik eines Programmabschnitts beschreibt.
- dBTP, „dB relative to True Peak“, ein Wert für die tatsächliche Aussteuerung, der die möglichen Spitzenwerte  zwischen digitalen Abtastwerten berücksichtigt. Hierdurch können Werte oberhalb 0 dBFS ermittelt werden.

Festgelegt wird, dass ein Zielwert (englisch Target Level) von −23 LUFS ± 1 LU gemessen über die Gesamtheit des angelieferten Spots, Beitrags oder der Sendung einzuhalten ist. Außerdem darf ein Spitzenpegel von −1 dBTP nicht überschritten werden.
Durch die Umsetzung dieser Empfehlung, die zu einer „Lautheitsnormalisierung“ führt, bleibt der empfundene Lautheitseindruck über den gesamten Programmablauf nahezu gleich. Der Pegel darf dennoch stärker schwanken, die Dynamik des Programms kann also erhöht und interessanter gestaltet werden.
Die durchschnittliche Lautheit richtet sich in der Praxis nach gesprochener, vordergründiger Sprache, denn die meisten Zuhörer stellen erfahrungsgemäß ihre Hörlautstärke danach ein.

## Technische Umsetzung
Die Messung der Lautheit erfolgt mit den definierten EBU-Mode-Messalgorithmen (digitale Plug-ins oder physische Outboard-Geräte). Für die Messung 'momentaner' Lautheitswerte („M“ für „Momentary“, gemittelt über die letzten 400 ms), sowie kurzzeitig gemittelter Werte („S“ für „Short Term“ gemittelt über die letzten 3 s) können Echtzeit-Messungsalgorithmen verwendet werden.
Hingegen wird die integrierte Durchschnittslautheit des gesamten zu normalisierenden Audio-Abschnitts (Werbe-Spot, Feature, Spielfilm …) entweder durch einen Echtzeit-Scan mittels eines Start-Stop-Buttons beim Abhören mit einer anschließend ermittelten Werte-Ausgabe durchgeführt (zeitraubend bei großen zu messenden Zeiträumen), oder die integrierte Gesamtlautheit wird kurzerhand durch eine 'Offline'-Messung (schneller als Echtzeit, ohne Abhören) durchgeführt (praktikabel, je größer der zu messende Zeitraum).
Für die Ermittlung des Gesamt-Lautheitswerts wird eine relative Noise-Gate-Funktion verwendet, die dazu dient, Stille und 'Hintergrund-Geräusche' (unterhalb eines vorgeschriebenen Schwellenwerts) aus der Messung auszuschließen, da diese den Messwert sonst unnötig tief sinken lassen würden. Es fließen also nur 'hauptsächliche' Lautheiten (oberhalb dieser Schwelle) in die Messung ein.
Am Markt sind Messinstrumente zum Aufstellen erhältlich sowie Software, welche sowohl die Messung als auch die Normalisierung von ganzen Audiodateien ermöglicht.
Vorhandene Produktionen müssen auf −23 LUFS normalisiert werden, was im Regelfall bedeutet, dass der Gesamtpegel reduziert werden muss, da frühere Produktionen deutlich höher als −23 LUFS ausgesteuert wurden.

## Varianten der Empfehlung
Da die Umsetzung der EBU-Empfehlung „R 128“ nicht bindend ist, haben einzelne Fernsehsender bereits begonnen, eigene zusätzliche Bedingungen an die Produktion des Programms zu stellen. So gibt es beim ORF ein Limit von −3 dBTP bei datenreduzierten Formaten, arte gibt Richtwerte für die LRA heraus und verschiedene Sender fordern bei kurzen Beiträgen wie Werbespots maximale M- und S-Lautheitswerte zusätzlich zur durchschnittlichen Lautheit von −23 LUFS.
Spotify normalisiert Audio auf −14 LUFS. Netflix gibt diverse Empfehlungen für die Abgabe von Filmton, unter anderem maximal −2,3 dBTP.
Die Empfehlung ist grundsätzlich auch auf Hörfunkprogramme anwendbar. Beispielsweise stellte der BR seine Hörfunkprogramme zum Jahresende 2015 um. Schwierig ist die Einführung im Internet: Während sich die Fernsehsender auf allen Verbreitungswegen auf die neue Empfehlung geeinigt haben, wird es auch künftig im Internet eine Vielzahl unterschiedlicher Anbieter von Video- und Audiomaterial geben, die ihren Tonpegel auf 0 dBFS normalisieren.